# سلچی
سلچی (به ایتالیایی: Selci) یک کومونه در ایتالیا است که در استان ریتی واقع شده‌است. سلچی ۷٫۸ کیلومتر مربع مساحت و ۱٬۰۳۸ نفر جمعیت دارد و ۲۰۴ متر بالاتر از سطح دریا واقع شده‌است.